# Florian Langenscheidt

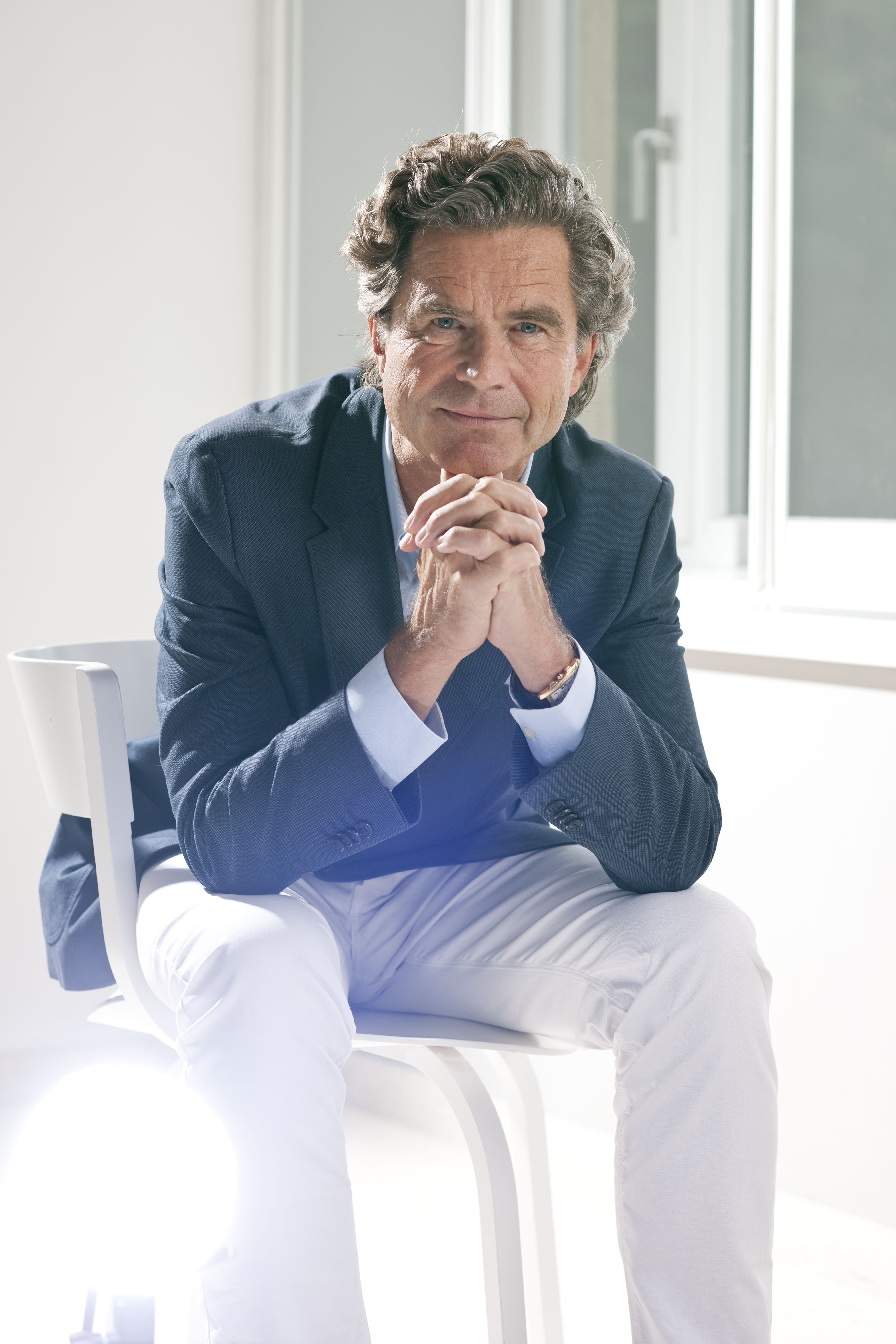
Florian Langenscheidt (2012)

Florian Langenscheidt (* 7. März 1955 in Berlin) ist ein deutscher Verleger, Buchautor, Redner und Wagniskapitalgeber.

## Jugend
Langenscheidt, Sohn des Verlegers Karl Ernst Tielebier-Langenscheidt und Ururenkel des Verlagsgründers Gustav Langenscheidt, studierte nach dem Abitur Germanistik, Journalismus und Philosophie an der Ludwig-Maximilians-Universität München und wurde über „Werbung für Gegenwartsliteratur“ promoviert. Im Anschluss an die Promotion studierte er Verlagswesen an der Harvard University in Cambridge (Massachusetts) und arbeitete zwei Jahre für einen Verlag in New York. Danach absolvierte er einen Studiengang zum Master of Business Administration am INSEAD im französischen Fontainebleau.

## Verleger
1985 trat Langenscheidt als Verleger in vierter Generation in die Langenscheidt-Verlagsgruppe ein und bekleidete dort verschiedene verlegerische und geschäftsführende Funktionen. Von 1990 bis 1994 fungierte er zusammen mit seinem Vater Karl Ernst Tielebier-Langenscheidt und seinem Bruder Andreas Langenscheidt als persönlich haftender Gesellschafter. 1994 zog sich Florian Langenscheidt freiwillig aus der operativen Geschäftsführung der Langenscheidt-Verlagsgruppe zurück, war jedoch weiterhin als ihr Kommanditist beteiligt. Anfang 2013 wurde der Verlag an die Günther Holding GmbH veräußert. Von 1988 bis 2001 war Langenscheidt Vorstandsmitglied beim Bibliographischen Institut & F. A. Brockhaus AG, das mehrheitlich zur Verlagsgruppe Langenscheidt gehörte. Seit 2002 war er dort Mitglied des Aufsichtsrats bis zum Verkauf des Unternehmens 2009.
Langenscheidt beschäftigte sich frühzeitig mit den Auswirkungen des Internets und war 1992 Gründungsvorsitzender des Arbeitskreises Elektronisches Publizieren des Verleger-Ausschusses im Börsenverein des Deutschen Buchhandels. Er wirkt als Business Angel und Wagniskapitalgeber für Unternehmen in den Bereichen Medien und Internet. Er ist oder war Gesellschafter von i:FAO AG, Newsports, Ciando, TV Guide, GAP, IP Planet, Jochen Schweizer GmbH, buecher.de/Mediantis, Upsolut Sports AG, Transatlantic Ventures AG, SmartLaw Media GmbH, Berlin Valley und Tandem.
Langenscheidt schrieb zahlreiche Kolumnen für die Zeitschriften Capital, Forbes und  Max. Von 1993 bis 2001 moderierte er für das Bayerische Fernsehen zahlreiche Ausgaben des nachtClub und der Münchner Runde. Seit 2002 ist er ein vielgebuchter Redner. Er verfasste mehrere Bücher zu großen zwischenmenschlichen Gefühlen, die im Heyne Verlag erschienen sind und zu Bestsellern wurden. In seinem eigenen Verlag Edition Deutsche Standards sowie mit dem Gabler Verlag gibt er Bücher über deutsche Marken und Markennamen heraus. Zuletzt erschien in dieser Reihe Das Beste an Deutschland – 250 Gründe, unser Land heute zu lieben, Aus bester Familie, Lexikon der Deutschen Familienunternehmen, Handgemacht, Best of German Mittelstand und Marken des Jahrhunderts.

## Soziales Engagement
Seit sich Langenscheidt aus dem operativen Mediengeschäft zurückgezogen hat, widmet er sich stärker sozialen und ökologischen Projekten. Bereits 1994 initiierte er die gemeinnützige Kinderorganisation Children for a better world und wirkt seitdem als Vorstandsvorsitzender. Er ist Gesellschafter und Stiftungsrat der Deutschen Kinder- und Jugendstiftung. Darüber hinaus engagiert er sich als Kuratoriumsmitglied folgender Organisationen: Stiftung Lesen, World-Wide Fund for Nature (WWF), Deutsche Olympische Gesellschaft, Deutsches Museum, Deutscher Gründerpreis und Deutsche Sporthilfe. Zudem war Langenscheidt Vorstandsmitglied der Atlantik-Brücke, Mitglied des Chairman’s Council des Museum of Modern Art, New York sowie im Board of Trustees des Institute for Advanced Studies der Princeton University und Jurymitglied World Awards.
Seit 2014 unterstützt Florian Langenscheidt die Heraeus Bildungsstiftung als Mitglied des Stiftungsbeirates.

## Privatleben
Langenscheidt war seit 1986 mit der Industriellentochter Gabriele Quandt-Langenscheidt verheiratet, die auch seine Bücher illustrierte. Sie haben zwei gemeinsame Söhne. 2008 trennten sie sich, als seine neue Vaterschaft bekannt wurde. Langenscheidt zeigte sich erstmals im Herbst 2008 öffentlich mit seiner neuen Lebensgefährtin Miriam Friedrich, die damals gerade gemeinsame Zwillinge zur Welt gebracht hatte. Im Februar 2012 heirateten sie; 2016 trennten sie sich.

## Marketing-Aktivitäten
2006 wirkte Langenscheidt bei der Kampagne Du bist Deutschland mit.
Im Dezember 2009 wurde Langenscheidt als Testimonial für die Initiative Neue Soziale Marktwirtschaft aktiv. Er engagierte sich im Rahmen einer PR-Kampagne für die Aussage „Soziale Marktwirtschaft macht’s besser... weil sie Wettbewerb mit Menschlichkeit verbindet.“

## Ehrungen
Im März 2016 erhielt er das Bundesverdienstkreuz am Bande.
Im Mai 2017 erhielt er gemeinsam mit Gabriele Quandt den Stifterpreis des Bundesverbands Deutscher Stiftungen.

## Bibliographie
Autor:
- Werbung für Deutsche Gegenwartsliteratur. Ein Beitrag zur Theorie und Praxis der Literaturvermittlung. Dissertation. München 1982. Buchhändlervereinigung, Frankfurt am Main 1983.
- 1000 Glücksmomente. Heyne Verlag, 1991, ISBN 3-453-05193-9.
- Sternschnuppenwünsche. Heyne Verlag, 1992, ISBN 3-453-05913-1.
- Glück mit Kindern. Eine Liebeserklärung in Geschichten und Bildern. Heyne Verlag, 1997, ISBN 3-453-14743-X.
- 100 x MUT. Beispielhaftes fürs dritte Jahrtausend. Heyne Verlag, 1999, ISBN 3-453-16547-0.
- Von Liebe, Freundschaft und Glück. Heyne Verlag, 2005, ISBN 3-453-12014-0.
- Wörterbuch des Optimisten. Heyne Verlag, 2008, ISBN 978-3-453-15164-2.
- 1000 Glücksmomente. Heyne Verlag, 2010, ISBN 978-3-453-17049-0.
- Langenscheidts Handbuch zum Glück. Heyne Verlag, 2012, ISBN 978-3-453-18613-2.
- Finde Dein Glück. Was im Leben wirklich zählt. Heyne Verlag, 2015, ISBN 978-3-453-20083-8.

Herausgeber:
- Bei uns zu Hause. Prominente erzählen von ihrer Kindheit. (Darin auch ein Selbst-Porträt seiner Kindheit und Jugend.) Econ Verlag 1995, ISBN 3-430-15945-8.
- Motto meines Lebens. Heyne Verlag, 2003, ISBN 3-453-86150-7.
- Deutsche Standards – Weltmarktführer. Gabler Verlag, 2004, ISBN 3-409-12660-0.
- Deutsche Standards – Unternehmerische Verantwortung. Gabler Verlag, 2005, ISBN 3-409-12661-9.
- mit Sepp Heckmann: Maschinen Made in Germany. Deutsche Standards Editionen, 2006, ISBN 3-8349-0264-0.
- Das Beste an Deutschland. Deutsche Standards Editionen, 2006, ISBN 3-8349-0265-9.
- Deutsche Standards – Beispielhafte Geschäftsberichte. Gabler Verlag, 2006, ISBN 3-8349-0437-6.
- Deutsche Standards. Marken des Jahrhunderts. Gabler Verlag, 2007, ISBN 978-3-8349-0436-2.
- Aus bester Familie. 100 vorbildliche deutsche Familienunternehmen. 2. Auflage. Gabler Verlag, 2008, ISBN 978-3-86936-254-0.
- Deutsches Markenlexikon. Gabler Verlag, 2008, ISBN 978-3-8349-0629-8.
- Das Lexikon der deutschen Familienunternehmen: Deutsche Familienunternehmen mit allen wichtigen Informationen zu Herkunft, Geschichte, Daten und Fakten. Mit 4.000 Abbildungen. Gabler Verlag, 2009, ISBN 978-3-8349-1640-2.
- Das Beste für Ihr Kind. Gabler Verlag, 2011, ISBN 978-3-86936-253-3.
- In bester Gesellschaft. Gabler Verlag, 2011, ISBN 978-3-86936-251-9.
- Handgemacht. Gabler Verlag, 2012, ISBN 978-3-86936-349-3.
- Das Lexikon der deutschen Familienunternehmen: Deutsche Familienunternehmen mit allen wichtigen Informationen zu Herkunft, Geschichte, Daten und Fakten. Mit 4.000 Abbildungen. Gabler Verlag, 2014, ISBN 978-3-86936-530-5.
- Lexikon der deutschen Weltmarktführer. Deutsche Standards Editionen, Köln, 2. Aufl. 2014, ISBN 978-3-86936-656-2.
- Best of German Mittelstand. Deutsche Standards Editionen, 2015, ISBN 978-3-942597-48-7.
- Deutsche Standards. Marken des Jahrhunderts. Gabler Verlag, 2015, ISBN 978-3-942597-49-4.

Bei einigen dieser Bücher wirkten weitere Personen als Co-Herausgeber.